# Harry Potter : Retour à Poudlard
Série Harry Potter
Pour plus de détails, voir Fiche technique et Distribution.
Harry Potter : Retour à Poudlard, ou Harry Potter : Retour à Poudlard – 20 ans de magie, est une émission spéciale présentée sous la forme d'une « réunion spéciale » autour de la série de films Harry Potter. Elle marque le vingtième anniversaire de la sortie du premier volet de la saga, Harry Potter à l'école des sorciers, sorti en 2001. Elle est produite par Warner Bros.
Daniel Radcliffe, Rupert Grint et Emma Watson, les trois acteurs principaux des films Harry Potter, sont présents dans cette émission spéciale, aux côtés d'Helena Bonham Carter, Robbie Coltrane, Ralph Fiennes, Jason Isaacs, Gary Oldman, Tom Felton, James et Oliver Phelps, Mark Williams, Bonnie Wright, Alfred Enoch, Ian Hart, Toby Jones, Matthew Lewis, Evanna Lynch, du producteur David Heyman et des cinéastes Chris Columbus, Alfonso Cuarón, Mike Newell et David Yates.
L'émission se compose notamment d'une introduction mettant en scène les acteurs invités à la réunion et s'y rendant à bord du train Poudlard Express ; de scènes de retrouvailles et de discussions entre les acteurs dans différents décors des studios Leavesden ; d'interviews en solo de différents membres de l’équipe, ainsi que d'images d'archives des tournages permettant notamment d'illustrer les anecdotes évoquées par les invités.
Elle est diffusée à partir du 1er janvier 2022 sur la plateforme HBO Max aux États-Unis, ainsi que sur Salto (France), Tipik et Streamz (nl) (Belgique), RTS 1 (Suisse) et Crave (Canada).

## Synopsis
20 ans après la diffusion du premier film de la saga Harry Potter, Harry Potter à l'école des sorciers, sorti en 2001, les acteurs principaux se retrouvent sur les lieux de tournage et se remémorent leurs souvenirs.

## Fiche technique
Sauf indication contraire, les informations mentionnées dans cette section peuvent être confirmées par la base de données cinématographiques IMDb,  présente dans la section « Liens externes ».
- Titre original : Harry Potter 20th Anniversary: Return to Hogwarts
- Titre français : Harry Potter : Retour à Poudlard
- Réalisation : Casey Patterson
- Photographie : Geoffrey Sentamu
- Montage : Will Gilbey
- Musique : Marton Barka et Synchron Stage Orchestra
- Sociétés de production : Casey Patterson Entertainment, Pulse Films, Warner Bros.
- Distribution : HBO Max (États-Unis)
- Pays d'origine : Royaume-Uni, États-Unis
- Durée : 103 minutes
- Date de sortie : 1er janvier 2022

## Distribution
Sauf indication contraire, les informations mentionnées dans cette section peuvent être confirmées par la base de données cinématographiques IMDb,  présente dans la section « Liens externes ».
- Daniel Radcliffe (VF : Kelyan Blanc)
- Rupert Grint (VF : Olivier Martret)
- Emma Watson (VF : Manon Azem)
- Helena Bonham Carter (VF : Marie Zidi)
- Robbie Coltrane (VF : Patrick Messe)
- Ralph Fiennes (VF : Patrick Laplace)
- Jason Isaacs (VF : Jérôme Keen)
- Gary Oldman (VF : Gabriel Le Doze)
- Tom Felton (VF : Dov Milsztajn)
- James et Oliver Phelps (VF : Jérémy Bardeau)
- Mark Williams (VF : Michel Dodane)
- Bonnie Wright (VF : Margaux Laplace)
- Alfred Enoch (VF : Pierre Lacombe)
- Ian Hart (VF : Vincent Violette)
- Toby Jones (VF : Pierre Laurent)
- Matthew Lewis (VF : Romain Larue)
- Evanna Lynch (VF : Émilie Rault)
- David Heyman (VF : Eddie Chignara)
- Chris Columbus (VF : Mathieu Buscatto)
- Alfonso Cuarón (VF : Enrique Carballido)
- Mike Newell (VF : Michel Voletti)
- David Yates (VF : Marc Perez)
- J. K. Rowling (images d'archives) (VF : Catherine Davenier)
- Stephen Fry (VF : Frédéric Cerdal) : le narrateur
Version française
  - Studio de doublage : Dubbing Brothers
  - Direction artistique : Barbara Tissier
  - Adaptation : Mélanie de Truchis (dialogues), Juliette Vigouroux et Alain Cassard (films)

## Production

### Développement
En novembre 2021, Warner Bros a annoncé l'arrivée prochaine d'Harry Potter : Retour à Poudlard, une émission rétrospective spéciale mettant en vedette les acteurs ainsi que les créateurs de la série de films Harry Potter afin de célébrer le vingtième anniversaire de la sortie du premier opus de la saga, Harry Potter à l'école des sorciers, sorti en 2001. Cette émission est produite par Warner Bros en collaboration avec Casey Patterson.
J. K. Rowling, l'auteur de la série de livres, qui a joué un rôle important dans la production des films, est absente du casting de l'émission. Elle apparaît cependant au travers des images d'archives de 2019 et est mentionnée par les acteurs interviewés. Un porte-parole d'HBO a déclaré que Rowling avait eu la possibilité d'être interviewée. Cette dernière a cependant décliné l'invitation, estimant que l'émission concernait davantage les films que les livres.

### Tournage

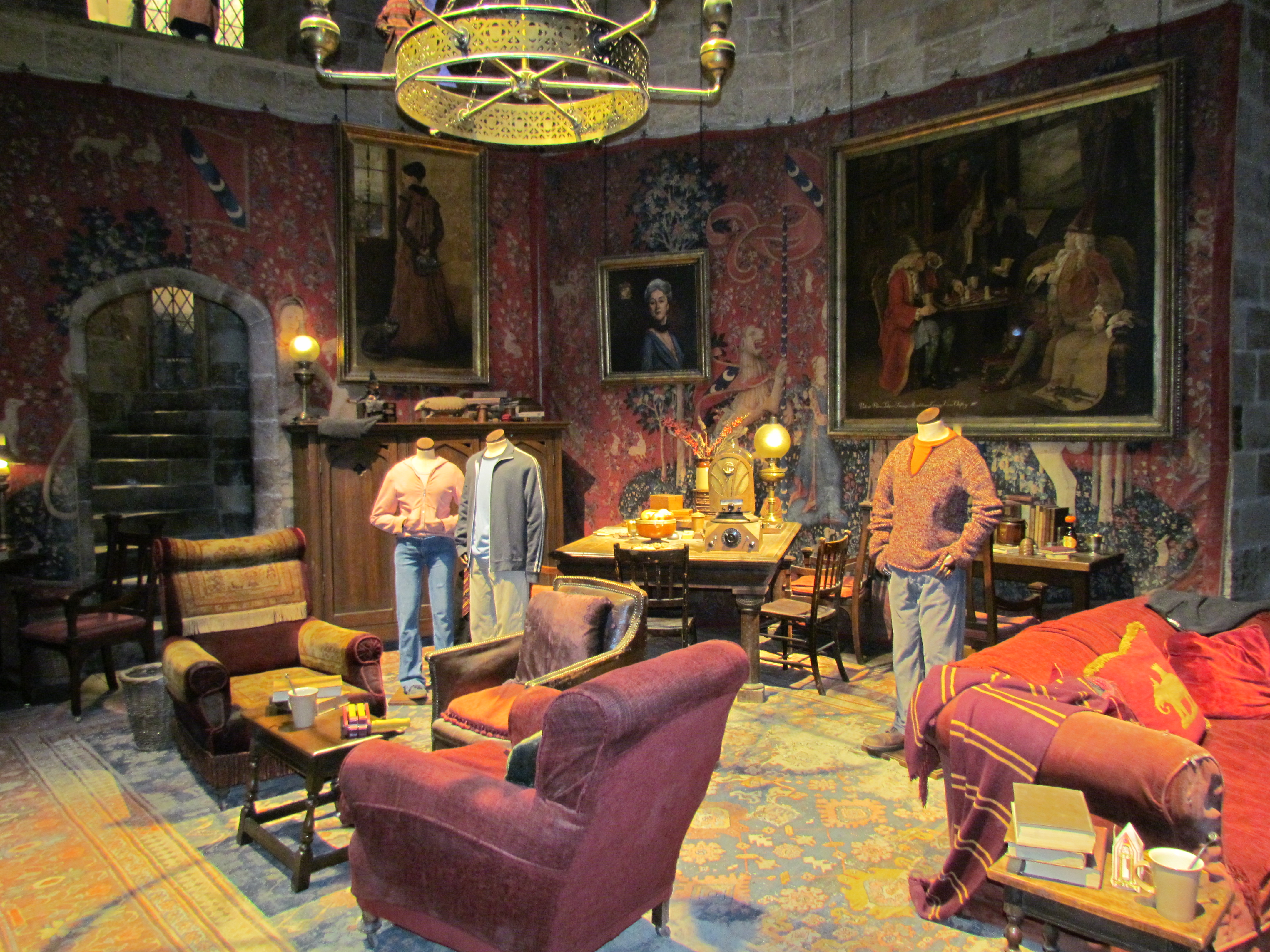
La salle commune de Gryffondor, décor des scènes de retrouvailles entre les trois acteurs principaux.

La plus grande partie de l'émission est tournée au Making of Harry Potter - Studio Tour London à Leavesden, en Angleterre.
Rupert Grint, qui ne peut pas faire le déplacement à Londres au moment du tournage, tourne ses scènes — certaines en compagnie d'Emma Watson — à Toronto. Celles-ci sont ensuite arrangées au montage pour faire apparaitre l’acteur aux côtés de Daniel Radcliffe et Emma Watson sur les scènes de retrouvailles, dans le décor de la salle commune de Gryffondor.

## Diffusion
Harry Potter : Retour à Poudlard est diffusée en anglais sur la plateforme HBO Max (États-Unis) à partir du 1er janvier 2022, ainsi qu'en version originale sous-titrée sur Salto (France), Tipik et Streamz (nl) (Belgique),, RTS 1 (Suisse) et Crave (Canada). Elle est diffusée en français le 11 mars 2022 sur TF1.